# Franz Sterrer
Franz Sterrer (* 16. November 1818 in Wels; † 17. September 1901 in Écully bei Lyon) war ein österreichischer Porträt- und Genremaler, der lange Zeit im Osmanischen Reich und später in Frankreich gelebt hat.

## Biographie
Sterrer stammte aus Wels in Oberösterreich, doch über seine Biographie ist wenig bekannt und vieles muss aus verstreuten Notizen rekonstruiert werden.
Wir wissen, dass er ab 1831 in Wien eine höhere Schule besuchte. In den Jahren 1840 bis 1845 stellte er jährlich an der k. k. Akademie der bildenden Künste bei St. Anna in Wien aus. Bis 1845 studierte er (nur in den Wintersemestern) „Historienzeichnung“ in Wien, und er war in dieser Zeit auch ein Schüler von Friedrich von Amerling, einem der bedeutendsten österreichischen Porträtmaler seiner Zeit. In den Jahren vor 1845 lebte er in Wien-Laimgrube in der kleinen Stiftgasse (heute Siebensterngasse).
Über zwei seiner auf der Wiener Kunstausstellung 1844 gezeigten Porträts bemerkte ein Kritiker, dass sie „etwas ungezwungener“ sein könnten, im Übrigen aber „zu guten Erwartungen“ berechtigten. Ein Jahr später, in einer Kritik über die in der Kunstausstellung 1845 gezeigten Bilder, hieß es allerdings, dass Sterrer dort „zahlreiche, aber nicht eben besonders bemerkenswerthe Portraits“ ausgestellt habe.
Im Herbst 1845 verließ Sterrer Wien (vielleicht weil er dort nicht die erhoffte Anerkennung gefunden hatte?) und eröffnete in Linz ein Atelier, das er allerdings nur für kurze Zeit betrieb. Dieses befand sich in seiner Wohnung „beim Zuckerbäcker Hrn. Mylius auf der unteren Promenade“. Eine zeitgenössische Linzer Zeitungsnotiz (die Sterrer selbst lanciert haben mag) bescheinigt ihm „Sicherheit und Schnelligkeit im Treffen der Gesichtszüge“, „Reinheit und Zartheit des Pinsels“ sowie „ein schönen Colorit“; zahlreiche bekannte Personen habe er bereits porträtiert.

### Konstantinopel, Smyrna, Ägypten
Noch im Jahr 1847 ging Sterrer nach Konstantinopel, wo er den erhofften Erfolg als Porträtmaler hatte. Insbesondere fertigte er mehrere Porträts von österreichischen Diplomaten und des damaligen Sultans Abdülmecid I. an, der ihm im Januar 1848 in insgesamt sechs Sitzungen Modell saß. Eine ausführliche Notiz in der Wiener Zeitschrift für Kunst, Literatur, Theater und Mode vom Februar 1848 gibt dazu genaue Auskunft: 
„Ein junger tallentvoller (sic) Maler Namens Sterrer aus Oberösterreich gebürtig und in der Wiener Akademie ausgebildet, hatte im verflossenen Jahre das Glück, von einem hohen Mäcen in Wien, zu Folge seiner braven Leistungen im Gebiete der Portrait-Malerei, ein Empfehlungsschreiben an den k. k. östr. Internuncius an der hohen Pforte, Se. Excellenz Grafen von Stürmer zu erhalten. Auf seine gesammelten Kenntnisse vertrauend und ausgerüstet mit dieser gewichtigen Anempfehlung trat der junge Künstler die Reise nach dem Oriente an. Ein Schreiben aus Konstantinopel vom 26. Jänner d. I. bringt nun folgende erfreuliche Nachricht über Sterrers Schicksal in der türkischen Hauptstadt. Demselben wurde vorerst die Auszeichnung zu Theil, Se. Excellenz den österreich. Bothschafter Grafen Stürmer in Lebensgröße zu malen. Das Bild, an dem der Künstler 2 Monate gearbeitet hatte, fiel eclatant aus und fand einstimmig Beifall bei den Großen Konstantinopels; Sterrer erhielt die glänzendsten Aufträge und endlich selbst den auszeichnenden Auftrag Seiner Hoheit den Sultan im kaiserlichen Ornate und in Lebensgröße zu portraitiren. Das Gemälde soll zufolge dieses Schreibens, emminent ausgefallen sein, und alle früher gemalten Portraits Sr. Hoheit, durch frappante Aehnlichkeit, und vortreffliche Zeichnung übertreffen. Der Sultan, sehr zufrieden gestellt, beschenkte den Künstler mit 20.000 Piaster und ließ ihm auf ausdrückliche Bitte, einen Empfehlungsbrief an Mehemed Ali, Pascha von Egypten zustellen. Sterrer gedenkt nun Kairo und Alexandrien zu besuchen und erst im Winter 1849 nach seiner zweiten Vaterstadt ‚Wien‘ zurückzukehren.“ 
Sterrer trat jedoch seine Reise nach Ägypten nicht sofort an, sondern hielt sich noch länger in der Türkei auf. Im Mai 1849 meldete der Korrespondent der Wiener Zeitung Die Presse aus Smyrna, dass Sterrer in die Stadt gekommen sei: „Gegenwärtig befindet sich ein Wiener Maler, Franz Sterner (sic) hier, welcher bei seinem Talente viel Glück macht und ungemein viel Beschäftigung findet. Er kommt von Konstantinopel, wo er längere Zeit verweilte, um den Sultan und mehrere Minister in Lebensgröße zu malen.“ In den folgenden Monaten unternahm Sterrer sodann seine geplante Reise nach Ägypten, von der er im März 1850 nach Konstantinopel zurückkehrte. Dort stellte er  mehrere „treffliche Bilder und Skizzen, mit großer Naturtreue aufgenommen“, aus.
Zu einem nicht näher bekannten Zeitpunkt heiratete Sterrer auch eine Französin (siehe unten: Familie), die er in der Türkei kennengelernt hatte und mit der er später nach Frankreich ging. Ebenso unbekannt ist, wann Sterrer das Osmanische Reich wieder verließ.

### Spätere Jahre
Wo Sterrer nach seiner Rückkehr aus Konstantinopel lebte, ist nicht genau zu ermitteln. Jedenfalls liegt aus dem Jahr 1865 eine Anzeige vor, in der ein gewisser „Franz Sterrer, akademischer Zeichnenlehrer“ in Linz (Klostergasse Haus Nr. 95) „Zeichnenunterricht in jedem Fach“ sowie die Restauration alter oder beschädigter Ölgemälde anbietet. Es wird sich dabei wohl um den Maler Franz Sterrer handeln, zumal dieser ja schon früher in Linz gelebt hatte. Dem spricht entgegen, dass der gemeinsame Sohn Louis, den Sterrer mit seiner französischen Ehefrau hatte, bereits im Jahr 1861 im französischen Vienne geboren wurde. So scheint es also, als ob Sterrer schon Anfang der 1860er Jahre in Frankreich gelebt hatte, dann aber nach Linz zurückgekehrt war. Zu einem späteren Zeitpunkt siedelte er wieder nach Frankreich über, wo er im Jahr 1901 in Écully bei Lyon verstarb.
Sterrer hatte sich auf Porträtdarstellungen spezialisiert, malte aber auch Genredarstellungen, zum Teil mit orientalistischen Motiven. Außerdem sind von ihm aus den späteren Jahren auch Landschaftsdarstellungen bekannt. Bilder von Sterrer wurden auch in einer Ausstellung von Malern gezeigt, die in Écully gelebt haben.

## Familie
Franz Sterrer hatte einen Bruder namens Joseph (auch Joseph Sterrer „der Ältere“ genannt, 1807–1888), der wiederum der Vater des österreichischen Bildhauers Karl Sterrer war. Über seine französische Ehefrau ist nichts Näheres bekannt. Aus der Ehe ging ein Sohn hervor, Louis Sterrer (1861–1912, geboren in Vienne), der v. a. als Maler religiöser Motive bekannt geworden ist.

## Werke
- 1840: „Der Gang mit dem Allerheiligsten“ (ausgestellt in Wien)
- 1843: „Oberösterreichischer Bauer“ (ausgestellt in Wien)
- 1843: „Porträt des Hofopernsängers Josef Draxler“ (ausgestellt in Wien)
- 1852: „Porträt einer Frau mit schwarzem Spitzenschal“, Öl auf Leinwand (1977 in Wien und 1992 bei Sotheby’s auf einer Auktion gehandelt)
- 1854: „Mädchen mit Blumen“ (2019 auf einer Auktion verkauft)
- 1857: „Junge Türkin mit einem Spiegel“, Öl auf Leinwand (Jeune ottomane au miroir) (2009 auf einer Auktion gehandelt)
- 1863: „Porträt eines Mannes“ (im blauen Anzug), Öl auf Holz
- 1868: „Frauen bei der Toilette“ (2006 auf einer Auktion gehandelt)
- 1871: „Porträt eines Mannes“ (im schwarzen Anzug), Öl auf Leinwand (2020 auf einer Auktion gehandelt)
- 1893: „Seelandschaft“, Aquarell auf Papier (2014 auf einer Auktion gehandelt)
- 1899: „Porträt eines Mädchens mit Korallenhalsband“, Öl auf Leinwand (2006 auf einer Auktion gehandelt)
- undatiert: „Odaliske“, Öl auf Leinwand (2018 auf einer Auktion gehandelt)
- undatiert: „Tod mit Würfelspielern“, Farblithographie, mit Bleistift signiert
- undatiert: Porträts des Ehepaars Rapolter aus Goisern, Öl auf Leinwand
- undatiert: Porträts des Musikers Jakob Heinefetter und seiner Frau Anna (Schlossmuseum Mannheim)